# Johnny Rebel
Johnny Rebel, pseudonym för Clifford Joseph "Pee Wee" Trahan, född 25 september 1938, död 3 september 2016, var en amerikansk countrymusiker mest känd för sina nationalistiska och rasistiska sånger.

## Biografi
Clifford Joseph Trahan föddes den 25 september 1938 i Moss Bluff, Louisiana och var son till Homer Trahan och Elizabeth Breaux Taylor. 

## Karriär
I mitten av 1960-talet i samband med att medborgarrättsrörelsen i USA var på frammarsch spelades Trahans låtar som ofta innehöll rasistiska tillmälen. Texterna hyllade rassegegrationen som fanns i den amerikanska södern vid denna tid som han ansåg vara hotad. Skivorna är i mångt och mycket en glorifiering av Ku Klux Klan.
Trahans första skiva under pseudonymen Johnny Rebel var en 45-varvssingel "Lookin' For A Handout" och "Kajun Ku Klux Klan." Han skrev sedermera ytterligare fem skivor, "Nigger, Nigger," "In Coon Town," "Who Likes A Nigger," "Nigger Hatin Me," "Still Looking For a Handout," "Some Niggers Never Die (They Just Smell That Way)," "Stay Away From Dixie," och "Move Them Niggers North."
Skivorna släpptes endast i södra Louisiana när de kom ut. Det som framförallt har gjort Johnny Rebel berömd var när musiken lades ut på Internet. Plötsligt fanns en skara av beundrare inom framförallt Vit makt-musikens värld som laddade ned och lyssnade på hans musik.
Efter att ha varit frånvarande på scenen i tre decennier, gav Trahan under artistnamnet Johnny Rebel ut en CD 2001, "Fuck you, Osama bin Laden! (Infidel Anthem)" som kom efter Elfte september. År 2003 släppte han ett nytt album, "It's the Attitude, Stupid!". Denna skiva innehöll även sången "If I could be a nigger for a day".
Ett antal Trahans låtar har felaktigt blivit tillskrivits Johnny Horton, en amerikansk countrymusiker och "Rockabilly" sångare som avled 1960. Förutom detta har det tyska nynazistiska hårdrocksbandet Landser använt sig av Trahans musik.
Förutom sina öppet rasistiska skivor gav Trahan även ut helt opolitiska countrylåtar under andra namn samt ett antal låtar med erotiskt innehåll.
År 2015 medverkade Trahan i den kanadensiska dokumentären Acadie black et blanc (släppt på engelska som Black and White) där hans sånger och åsikter försvarades.
I en intervju på The Howard Stern Show tog Trahan avstånd från det rasistiska budskapet i sina sånger och hävdade att han endast skrev dem på beställning av andra. I samma intervju klargjorde även Trahan att han aldrig haft samtycke med Ku klux klans ideologi och att han inte var rasist. 

## Privatliv
Trahan och hans fru Ann var gifta i 56 år fram till hans död 2016. De fick fyra barn tillsammans: Raye, Randal, Rhonda, och Rhett. 
Han drev även en körskola i Crowley, Louisiana vilken han år 2007 förde vidare till en av sina söner.  
Trahan lät sig sällan fotograferas, men han sa sig veta med säkerhet att bilderna på internet föreställde honom. Han visste dock inte vem som tagit dem. 
Musiken var aldrig Trahans största passion utan som han själv beskrev det var det bara något som han hade gjort under en kort tid. 
Clifford Joseph Trahan avled den 3 september 2016, 77 år gammal. 

## I populärkulturen
I avsnittet The Story of Jimmy Rebel ur tv-serien The Boondocks parodieras Trahans musik komplett med en karikatyr av Trahan själv. 
Trahams sång "Some Nigger Never Die" (They Just Smell That Way) var även med i den surrealistiska filmen "What is this?".

## Diskografi
Studioalbum
| År   | Information                                                                     |
| ---- | ------------------------------------------------------------------------------- |
| 1971 | For Segregationists Only - Utgivningsdatum: 1971 - Skivbolag: Reb Rebel Records |
| 2001 | If You Can... Try It, Man! - Utgivningsdatum: 2001 - Skivbolag: Okänt           |
| 2003 | It's The Attitude, Stupid! - Utgivningsdatum: 2003 - Try It Man Records         |

Samlingsalbum
| År   | Information                                                                                    |
| ---- | ---------------------------------------------------------------------------------------------- |
| 2003 | The Complete Johnny Rebel Collection - Utgivningsdatum: 2003 - Skivbolag: Johnny Rebel Records |

Singlar
| År   | Namn                                                                 | Album                    |
| ---- | -------------------------------------------------------------------- | ------------------------ |
| 1966 | Lookin' for a Handout / Kajun Ku Klux Klan                           | For Segregationists Only |
| 1966 | Nigger Hatin' Me / Who Likes a Nigger                                | For Segregationists Only |
| 1967 | (Federal Aid Hell!) The Money Belongs to Us / Keep a Workin' Big Jim | For Segregationists Only |
| 1968 | Nigger, Nigger / Move Them Niggers North                             | For Segregationists Only |
| 1969 | Coon Town / Still Looking For A Handout                              | Okänt                    |
| 1970 | Some Niggers Never Die / Stay Away From Dixie                        | Okänt                    |